# Slagelse Kaserne
Slagelse Kaserne var en kaserne i Slagelse, der var i brug 1913-1975, hvor den blev afløst af Antvorskov Kaserne.
Bygningerne var opført 1912-1913 ved Svend Sinding og Olaf Petri som følge af Hærloven af 1909.
I 1938 blev kasernen gennemgribende moderniseret med opførelsen af staldbygning, vagtbygning, kostforplejning, badeanstalt, varmecentral, infirmeri, samt ikke mindst tidssvarende toiletinstallationer og centralvarme.
Kasernen med tilhørende faciliteter var i brug frem til indvielsen af den nyopførte Antvorskov Kaserne i 1975. I dag eksisterer kun administrationsbygningen på Kastanievej, krudthuset på Krudthusvej samt enkelte andre bygninger som et minde om Slagelse Kaserne.
| Militær | Spire Denne artikel om militær er en spire som bør udbygges. Du er velkommen til at hjælpe Wikipedia ved at udvide den. |